# Robert A. Heinlein
Robert Anson Heinlein, född 7 juli 1907 i Butler i Missouri, död 8 maj 1988 i Carmel i Kalifornien, var en amerikansk science fiction-författare.
Robert A Heinlein brukar tillsammans med Isaac Asimov och Arthur C. Clarke räknas till de mest betydelsefulla moderna författarna i genren.
Huvudteman i hans olika verk var individualism, libertarianism, religion,  förhållandet mellan fysisk och emotionell kärlek och tankar kring ovanliga familjekonstellationer.

## Biografi
Heinlein föddes 1907 i Butler, Missouri men växte upp i Kansas City. Dåtidens värderingar präglade honom i hans senare verk. Emellertid kom han att bryta mot mycket av just det, både i skrivande och privat. Han avlade examen vid Amerikanska flotthögskolan 1929, och tjänstgjorde som sjöofficer i amerikanska flottan. Kort därefter gifte han sig men äktenskapet varade bara ett år. Efter skilsmässan gifte han om sig 1932, med Leslyn Macdonald. Leslyn var politiskt engagerad och Isaac Asimov har senare berättat att Heinlein under de åren blev allt mer lik henne; en "hängiven liberal". Åren 1933-1934 tjänstgjorde Heinlein ombord på USS Roper, där han avancerade till löjtnant. 1934 tvingades han gå iland efter att ha drabbats av tuberkulos. 
Under sin långa sjukhusvistelse kom han i kontakt med vattensängen, en i hans tycke alltför undermålig konstruktion. Han började skissa på en bättre modell och i romanerna Uppror i Utopia (Beyond This Horizon), Dubbelstjärna,  och  Främling på egen planet beskrev han, i detalj hur en sådan borde se ut. Denna detaljbeskrivning ledde till att ingen kunde göra anspråk på att patentera vattensängen. 

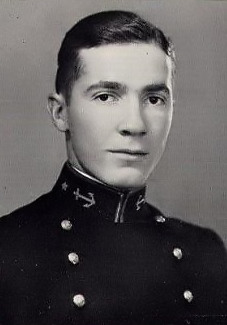
Robert Heinlein, 1929, under hans period i flottan

Efter att Heinlein tvingats lämna militären anmälde han sig till några mindre kurser inom matematik och fysik vid University of California, Los Angeles, men slutade, antingen på grund av dålig hälsa eller för att politiken var mer lockande. Han livnärde sig därefter på olika jobb, bland annat att köpa och sälja fastigheter och silverbrytning. I början av 1930-talet engagerade han sig i Upton Sinclairs socialiströrelse EPIC (End poverty in California). När Sinclair blev nominerad i valet till guvernör i Kalifornien år 1934 deltog Heinlein aktivt i valkampanjen, som dock inte räckte till. Fyra år senare drev Heinlein sitt eget namn men lyckades inte heller då röna någon framgång. 

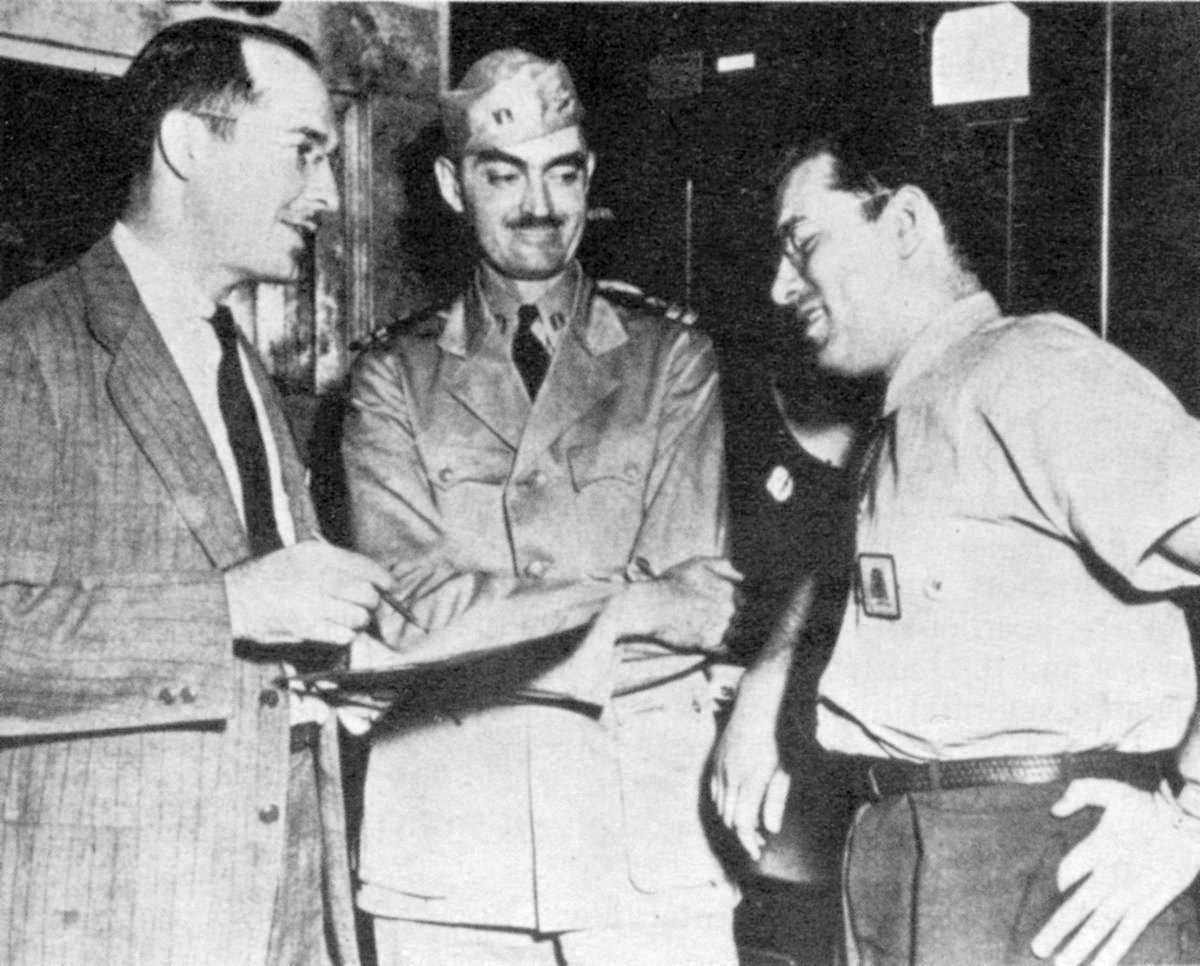
Robert A. Heinlein, L. Sprague de Camp och Isaac Asimov vid Philadelphia Navy Yard, 1944.

Under senare år höll Heinlein tyst om sitt socialistiska förflutna och skrev om sina politiska erfarenheter på ett mycket försynt och undflyende sätt.
Under senare delen av 1930-talet levde Heinlein enkelt, han hade en mindre sjukpension från flottan. Då han var skuldsatt började han skriva och 1939 fick han sin första novell (Life-Line) såld till Astounding magazine.  Han blev snabbt förknippad som ledare av rörelsen för social science fiction. Under andra världskriget var han verksam som flygingenjör vid Philadelphia Naval Shipyard, dit han också rekryterade Isaac Asimov och L. Sprague de Camp.
Vid krigsslutet 1945 började Heinlein tvivla på sitt tidigare yrkesverksamma liv och huruvida det var rätt väg att gå.  Atombomberna över Hiroshima och Nagasaki och kalla kriget sporrade honom att skriva verklighetsbaserat om politiska ämnen, en annan anledning var att han ville slå sig in på en bättre betald marknad. Han skrev fyra berättelser för veckomagasinet Saturday Evening Post, med start i februari 1947, i och med The Green Hills of Earth som gjorde honom till den första science fiction-författaren att ta sig ur "skräplitteraturträsket". År 1950 vann den dokumentär-lika filmen Destination månen en Oscar för bästa specialeffekter.  Heinlein skrev historien och händelseförloppet samt kom på många av specialeffekterna.  
Denna framgång ledde in Heinlein på den framgångsrika barnlitteraturmarknaden som kom att vara  1950-talet ut.
År 1947 skilde han sig från sin andra fru, men gifte sig på nytt ett år senare med Virginia Ginnie Heinlein som kom att bli hans livskamrat livet ut.
Virginia stod tveklöst som modell när Heinlein skapade sina intelligenta och självständiga kvinnliga figurer. Åren 1953–1954 gav sig makarna Heinlein ut på en jorden runt-resa som han skildrade i Tramp Royale, och som också gav honom material till science fiction-romaner så som Marsflickan (Podkayne of Mars) som utspelade sig ombord på rymdfarkoster. Asimov trodde sig märka att Heinlein drog sig alltmer ut på högerkanten politiskt efter giftermålet med Virginia.

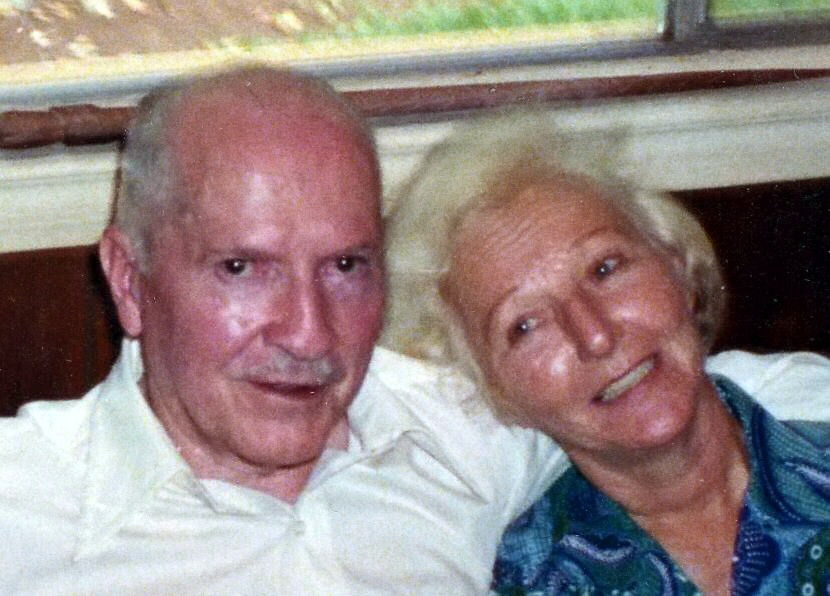
Robert och Virginia Heinlein på Tahiti, 1978.

Med ungdomssböckerna byggde han upp en stor skara vetenskapsintresserade ungdomar. 
Då Stjärnsoldaten avvisades av förlaget som för kontroversiell kände han att det var dags att gå vidare och som han uttryckte det, skriva: "my own stuff, my own way". Följande år skrev han en serie science fiction-böcker som blev stilbildande inom genren. Däribland hans mest kända, Främling på egen planet (1961) och Revolt mot jorden (1966).
I början av 1970-talet led Heinlein av en alltmer sviktande hälsa. Han drabbades av njursvikt som tog två år att tillfriskna ifrån. Ganska snart började han skriva igen och 1973 kom  Time Enough for Love vilket i och med den införde flera teman han senare skulle använda sig av. 
Paret Heinlein reste år 1976 runt i USA för att engagera folk till att ge blod; samma år blev han för tredje gången vald till hedersgäst vid World Science Fiction Convention i Kansas City, Missouri. 
Under en semesterresa till Tahiti år 1978 drabbades han av ischemi. Hans hälsa var återigen starkt nedsatt och Heinlein blev så småningom en av de första i världen att genomgå en by-passoperation.
Samma år deltog han i en kommitté i USA:s representanthus och senaten. Han hävdade där sin tro att, så kallade spinnoffs från rymdforskningen gynnade sjuka och äldre. Heinleins hjärtoperation gav tillfälligt ny energi och han skrev ytterligare fem böcker från år 1980 fram till dess att han gick bort i sömnen, till följd av lungemfysem och hjärtsvikt 1988.

### Tidiga romaner
- For Us, The Living: A Comedy of Customs (skriven 1939, utgiven först 28 november 2003)
- Metusalems arvingar (Methuselah's Children, 1941) (översättning Jan Malmsjö, 1981)
- Uppror i Utopia (Beyond This Horizon, 1942) (översättning Agneta Sneibjerg, 1988)
- Sjätte kolonnen (Sixth Column eller The Day After Tomorrow, 1949) (översättning Harry Östlund, 1953)
- Styrd av det onda (The Puppet Masters, 1951) (översättning Solveig Karlsson, 1973)
- Dubbelstjärna (Double Star, 1956) (översättning Roland Adlerberth, 1961)
- Dörren till sommaren (The Door into Summer, 1957) (översättning John-Henri Holmberg, 1976). Rev. utg. 1993
- Främling på egen planet (Stranger in a Strange Land, 1961), originalmanuset utgivet 1991) (översättning Gunnar Gällmo, 1980)
- Ärans väg (Glory Road, 1963) (översättning Kjell Rehnström [m.fl.], 1974)
- Farnham's Freehold (1965)
- Revolt mot jorden (The Moon is a Harsh Mistress, 1966) (översättning Gabriel Setterborg, 1976)

### Ungdomsromaner
- Rocket Ship Galileo (1947)
- Rymdkadetten (Space Cadet, 1948) (översättning Birger Hultstrand, 1956)
- Den röda planeten (Red Planet, 1949) (översättning Gunvor V. Blomqvist, 1981)
- Nybyggare i rymden (Farmer in the Sky, 1950) (anonym översättning?, 1957)
- Mellan två världar (Between Planets, 1951) (översättning Björn Gabrielsson, 1979)
- Rymdvandrarna (The Rolling Stones, 1952) (översättning Roland Adlerberth, 1982)
- Varning för okänd planet (Starman Jones, 1953) (översättning Ragnar Ågren, 1954)
- Stjärndjuret (The Star Beast, 1954) (översättning Gunilla Dahlblom, K. G. Johansson, 1983)
- Tunnel i skyn (Tunnel in the Sky, 1955) (översättning Roland Adlerberth, 1978)
- Stjärnorna väntar (Time for the Stars, 1956) (översättning Gun Amelin, 1982)
- Vintergatans son, Citizen of the Galaxy (1957) (översättning Roland Adlerberth, 1961)
- Egen rymddräkt finnes (Have Space Suit, Will Travel, 1958) (översättning Roland Adlerberth, 1959). Rev. utg. 1993
- Stjärnsoldaten (Starship Troopers, 1959) (översättning Gabriel Setterborg, 1987). Ny översättning av John-Henri Holmberg med titel Starship troopers, 1996
- Marsflickan (Podkayne of Mars, 1963) (översättning Agneta Sneibjerg, 1986)

### Sena romaner
- I Will Fear No Evil (1970)
- Time Enough For Love (1973)
- The Number of the Beast (1980)
- Friday (1982)
- Job: en elak komedi (Job: A Comedy of Justice, 1984) (översättning Ingela Bergdahl, 1986)
- Katten som går genom väggar - en sedelärande komedi (The Cat Who Walks Through Walls, 1985) (översättning Ingela Bergdahl, 1987)
- To Sail Beyond the Sunset (1987)

### "Framtidshistorier", noveller
- Mannen som sålde månen (The man who sold the moon)) (1939) (översättning Harry Östlund och Sven Elmgren, 1954)
- Misfit (1939)
- Life-Line (1939)
- The Roads Must Roll (1940)
- Requiem (1940)
- If This Goes On ... (1940)
- Coventry (1940)
- Blowups Happen (1940)
- Universe (1941)
- Methuselahs Children (1941)
- Logic of Empire (1941)
- Space Jockey (1947)
- It's Great to Be Back! (1947)
- Bortom jorden, The Green Hills of Earth (1947) (översättning John-Henri Holmberg [m.fl.], 1983)
- Ordeal in Space (1948)
- The Long Watch (1948)
- Gentlemen, Be Seated (1948)
- The Black Pits of Luna (1948)
- Delilah and the Space Rigger (1949)

### Andra noveller
- They (1941)
- ...And He Built a Crooked House (1941)
- By His Bootstraps (1941)
- We Also Walk Dogs (1941)
- Speglad skräck (The Unpleasant Profession of Jonathan Hoag, 1942) (översättning Bo Hedekrans, 1980)
- Our Fair City (1948)
- The Menace From Earth (1957)
- The Man Who Traveled in Elephants (1957)
- All You Zombies ... (1959)
- Searchlight (1962)
- Waldo (1940)
- AB Magi (Magic, incorporated) (översättning Sam J. Lundwall, 1981)

### Samlingar
- Mannen som sålde månen (The Man Who Sold the Moon, 1950)
- Waldo and Magic Inc. (1950)
- Assignment in Eternity (1953)
- Revolt år 2100 (Revolt in 2100, 1953) (översättning Agneta Sneibjerg, 1984)
- The Robert Heinlein Omnibus (1958)
- The Menace from Earth (1959)
- The Unpleasant Profession of Jonathan Hoag (1959)
- Lost Legacy (1960)
- Vilse i universum (Orphans of the Sky, 1963) (översättning Gunnar Gällmo, 1979)
- Three by Heinlein (1965)
- A Robert Heinlein Omnibus (1966)
- The Past Through Tomorrow (1967)
- The Best of Robert A. Heinlein (1973)
- Expanded Universe (1980)
- A Heinlein Trio (1980)
- The Fantasies of Robert A. Heinlein (1999)

### Sakprosa och essäer
- Grumbles from the Grave (1989)
- Take Back Your Government: A Practical Handbook for the Private Citizen (1992) (Skriven på 1940-talet)
- Tramp Royale (1992)

### Spin-offer
- The Notebooks of Lazarus Long illuminated by D.F Vassallo (1978)
- Fate's Trick by Matt Costello (1988)
- Requiem: New Collected Works by Robert A. Heinlein and Tributes to the Grand Master (1992)

### Filmografi
- " Starship Troopers" (bok) (1997) IMDb
- "Roughnecks: The Starship Troopers Chronicles" TV-serie (1999) IMDb
- "Red Planet" mini-serie för tv (bok) (1994) IMDb
- "Robert A. Heinlein's The Puppet Masters" (bok) (1994) IMDb
- "The Brain Eaters" (bok The Puppet Masters) (utan omnämnande) (1959) IMDb
- "Project Moon Base" (1953)  IMDb
- "Tom Corbett, Space Cadet" (bok Space Cadet) IMDb
- "Destination Moon" (bok Rocket Ship Galileo) (manus) (teknisk rådgivare) (1950) IMDb

## Priser, utmärkelser och utnämningar
- Dubbelstjärna, Double Star (1956) (Hugopriset, 1956)
- Främling på egen planet, Stranger in a Strange Land (1961) (Hugopriset, 1962), originalmanuset utgivet 1991.
- Revolt mot jorden, The Moon is a Harsh Mistress (1966) (Hugopriset, 1967)
- Nybyggare i rymden, Farmer in the Sky (1950) (Retro Hugopriset, 1951)
- Stjärnsoldaten, Starship Troopers (1959) (Hugopriset, 1960)
- The Man Who Sold The Moon (Retro Hugopriset, 1951)
- "Destination Moon" (bok Rocket Ship Galileo) (manus) (teknisk rådgivare) (1950) IMDb (I efterhand Hugopriset för bästa dramatisering, 1951)
- 1974 fick han motta utnämningen SFWA:s Grand Master, en utnämning som senare bytt namn till Damon Knight Memorial Grand Master Award, för sin livsgärning som science fiction-författare.[9]
- Nedslagskratern Herschel på planeten Mars har fått sitt namn efter Heinlein.[10]
- Asteroiden 6312 Robheinlein är uppkallad efter honom.[11]